# Чемпионат мира по шорт-треку среди команд 2008
Чемпионат мира по шорт-треку среди команд 2008 года проходил 16 марта в   Харбине (Китай).

## Система состязаний
Для участия в чемпионате автоматически квалифицировались первые восемь стран по итогам кубка мира. По 4 конькобежца от каждой страны участвовало в гонках на 500 м и на 1000 м, по 2 конькобежца — в гонке на 3000 м, плюс проходило первенство в эстафете (на 3000 м для женщин, на 5000 м — для мужчин).

## Участники чемпионата

### Мужчины
| Место | Участники        | Очки |
| ----- | ---------------- | ---- |
| 1     | США              | 38   |
| 2     | Канада           | 32   |
| 3     | Республика Корея | 30   |
| 4     | Китай            | 18   |
| 5     | Япония           | -    |
| 6     | Италия           | -    |
| 7     | Россия           | -    |
| 8     | Великобритания   | -    |

### Женщины
| Место | Участники        | Очки |
| ----- | ---------------- | ---- |
| 1     | Китай            | 45   |
| 2     | Республика Корея | 35   |
| 3     | Канада           | 27   |
| 4     | США              | 14   |
| 5     | Италия           | -    |
| 6     | Болгария         | -    |
| 7     | Япония           | -    |
| 8     | Россия           | -    |

## Призёры чемпионата

### Мужчины
| Дисциплина | Золото                                                                                    | Серебро                                                                                       | Бронза                                                                             |
| ---------- | ----------------------------------------------------------------------------------------- | --------------------------------------------------------------------------------------------- | ---------------------------------------------------------------------------------- |
| Команды    | США · Аполо Антон Оно · Джордан Мэлоун · Джон Пол Кепка · Джеффри Саймон · Чарльз Левейлл | Канада · Франсуа Амлен · Шарль Амлен · Жан-Франсуа Монетт · Марк-Андре Монетт · Стив Робиллар | Республика Корея · Ли Хо Сук · Ли Сын Хун · Сон Си Бэк · Квак Юн Ги · Сон Гён Тхэк |

### Женщины
| Дисциплина | Золото                                                           | Серебро                                                                            | Бронза                                                                                |
| ---------- | ---------------------------------------------------------------- | ---------------------------------------------------------------------------------- | ------------------------------------------------------------------------------------- |
| Команды    | Китай · Ван Мэн · Фу Тяньюй · Чжоу Ян · Лю Цюхун · Чжао Наньнань | Республика Корея · Ким Мин Джун · Пак Сын Хи · Ян Син Ён · Чон Ын Джу · Син Сэ Бом | Канада · Анна Мальте · Таня Висент · Калина Роберж · Джессика Грегг · Аманда Оверленд |